# Escudo de la provincia de Soria
El escudo de la provincia de Soria posee la siguiente descripción heráldica:
Escudo cuartelado:
- En el primero, se refleja el de la villa de Ágreda, con una cepa o vid con tres racimos, en campo de plata;
- el segundo, es el de Almazán, que ostenta una higuera y unas panelas, sobre un campo del mismo metal (color);
- el tercero corresponde al escudo de Osma, que ostenta un castillo fortaleza, sobre campo de gules;
- el cuarto es el de Medinaceli, que muestra a un hombre sobre corcel blanco, con lanza en mano derecha apuntando al Sol, sobre campo de azur.

Sobre el todo, en óvalo, se halla el de Soria con la leyenda en su torno «Soria pura, cabeza de Extremadura» (tierras Extremas del Duero). Las armas del escudo de Soria son: un castillo de plata de tres atalayas, sin puente, sobre campo de gules o rojo, y en la del homenaje el busto del rey Alfonso VIII, criado de niño en la ciudad (el uso del escudo está reglamentado por la Corporación y requiere la autorización de la misma).
El escudo está timbrado con una corona real, forrada de gules, o rojo, cerrada, que es un círculo de oro, engastado en piedras preciosas, compuesto de ocho florones de hojas de acanto, visibles cinco, interpoladas de perlas y de cada una de sus hojas salen cinco diademas sumadas de perlas que convergen en un mundo de azur, con el semimeridiano y el ecuador de oro, sumado de cruz de oro.